# Svjetska liga u vaterpolu 2007.
Svjetska liga u vaterpolu 2007. šesto je izdanje ovog natjecanja. Završni turnir se igrao u Berlinu u Njemačkoj od 7. do 12. kolovoza. U kvalifikacijama su ispali Japan, Crna Gora, Italija, Grčka, Španjolska, Hrvatska i Rusija. Srbija je u svojem prvom nastupu osvojila zlato. U prethodna dva izdanja zlato je osvojila SCG koje je Srbija jedna od sljednica.

## Završni turnir

### Doigravanje
| 1. momčad  | Ishod | 2. momčad |
| ---------- | ----- | --------- |
| Australija | 9:6   | Rumunjska |
| Kina       | 6:13  | Mađarska  |
| Njemačka   | 9:3   | SAD       |
| Srbija     | 10:6  | Kanada    |

### Poluzavršnica
| 1. momčad | Ishod | 2. momčad  |
| --------- | ----- | ---------- |
| Srbija    | 8:7   | Njemačka   |
| Mađarska  | 16:7  | Australija |

### 3./4.
| 1. momčad | Ishod | 2. momčad  |
| --------- | ----- | ---------- |
| Njemačka  | 6:7   | Australija |

### 1./2.
| 1. momčad | Ishod | 2. momčad |
| --------- | ----- | --------- |
| Srbija    | 9:6   | Mađarska  |

| Pobjednici         |
| ------------------ |
| Srbija Prvi naslov |